# Bulbophyllum condylochilum
Bulbophyllum condylochilum är en orkidéart som beskrevs av Jaap J. Vermeulen och P.O'byrne. Bulbophyllum condylochilum ingår i släktet Bulbophyllum och familjen orkidéer.
Artens utbredningsområde är Sulawesi. Inga underarter finns listade i Catalogue of Life.